# Фудзикакэ, Хироюки
Хироюки Фудзикакэ (яп. 藤掛 廣幸 Фудзикакэ Хироюки, род. 31 января 1949 года) — японский композитор.
Окончил Университет искусства и музыки префектуры Айти в Нагакуте. Неоднократно становился лауреатом различных японских музыкальных конкурсов, а в 1977 году разделил со своим соотечественником Акирой Нисимурой первую премию Международного конкурса имени королевы Елизаветы в Бельгии за сочинение для симфонического оркестра «Верёвочный гребень» (англ. The Rope Crest), навеянное образами первобытной японской культуры Дзёмон.
Фудзикакэ написал четыре оперы на фольклорные и исторические сюжеты, мюзикл «Сказка о маленьких существах» по мотивам «Жизни насекомых» Фабра, ряд симфонических произведений, сочинений для духового оркестра и оркестра мандолин. Кроме того, ему принадлежит различная электронная музыка, в том числе известная Галактическая симфония (англ. Galactic Symphony; 1979).
Многие свои произведения Фудзикакэ исполняет и записывает самостоятельно, пользуясь для этого комбинацией из нескольких синтезаторов и набором перкуссии, — эту комбинацию композитор называет «соло-оркестром» (англ. Solo orchestra). Как исполнитель на синтезаторе Фудзикакэ записал два альбома совместно с флейтистом Джеймсом Голуэем — «Зачарованный лес» (англ. The Enchanted Forest; 1990) и «Жаворонок в ясном небе» (англ. The Lark in the Clear Air; 1994), включающие обработки японских народных песен и собственные пьесы Фудзикакэ.